# VakıfBank Spor Kulübü
Il VakıfBank Spor Kulübü è un club pallavolistico femminile turco, con sede a Istanbul: milita nel campionato turco di Sultanlar Ligi.

## Storia

### I primi anni ad Ankara
Il VakıfBank Spor Kulübü viene fondato nel 1986 ad Ankara e prende parte già un anno dopo alla Voleybol 1. Ligi. Nella stagione 1991-92 vince il primo titolo della propria storia, aggiudicandosi il campionato turco. Nella stagione 1994-95 vince per la prima volta la Coppa di Turchia.
Nella stagione 1996-97 realizza una storica doppietta, vincendo campionato e coppa nazionale, impresa ripetuta anche la stagione successiva, nella quale disputa la sua prima finale europea, disputando la finale di Coppa dei Campioni, persa nettamente contro le croate del Dubrovnik. Nella stagione 1998-99 cede lo scettro all'Eczacıbaşı nelle competizioni nazionali, ma raggiunge la seconda finale consecutiva di Coppa dei Campioni, sconfitta questa volta per mano del Bergamo.

### La fusione, Istanbul e le tre finali europee
Nel 2000 il club accorpa il Güneş Sigorta, dal quale eredita la sede ad Istanbul, i colori sociali ed uno scudetto, dando vita al VakıfBank Güneş Sigorta Spor Kulübü. Nonostante gli sforzi della nuova società, in campionato arrivano tre finali consecutive perse contro il solito Eczacıbaşı.
Nella stagione 2003-04 vince il primo titolo dopo la fusione, aggiudicandosi la Top Teams Cup con un netto 3-0 sulle tedesche dell'Ulm; segue poi la vittoria del quinto scudetto. La stagione successiva è segnata dalla vittoria del sesto titolo nazionale. La stagione 2005-06 si rivela amara nelle competizioni domestiche, mentre in Champions League arriva la qualificazione alla Final-four di Cannes, dove il cammino si interrompe solo al quinto set contro le future vincitrici della Sirio Perugia.
La stagione 2007-08 è quella del riscatto europeo, grazie alla vittoria della Challenge Cup dopo una battaglia di cinque set vinta ai danni del Vicenza. La stagione successiva parte nel migliore dei modi, ma prima il cammino in Champions League viene interrotto ai play-off dalle eterne rivali dell'Eczacıbaşı, poi in campionato, dopo aver dominato la regular season, la corsa si ferma ai quarti di finale dei play-off scudetto nel derby cittadino col Galatasaray.
Nell'estate del 2009 il Türk Telekom si scioglie ed il colosso turco delle telecomunicazioni sceglie di investire nel VakifBank Güneş Sigorta Spor Kulübü. La stagione vede però il club uscire sconfitto in entrambe le competizioni nazionale contro il Fenerbahçe. La stagione 2010-11 vede il club trionfare in Champions League: durante la Final-four batte in semifinale la squadra padrona di casa del Fenerbahçe, favorita per la vittoria finale, e si aggiudica poi la competizione superando in finale il Rabitə Baku; grazie a questo successo il VakifBank Güneş Sigorta Spor Kulübü diventa il primo club ad aver trionfato in tutte e tre le competizioni europee. In campionato però non si ripete l'impresa ed arriva un'altra finale perso contro il Fenerbahçe.

### L'era VakıfBank Istanbul
Nel 2011, su decisione del consiglio d'amministrazione, il club torna all'antica denominazione di VakifBank Spor Kulübü. I colori sociali tornano ad essere il giallo-nero, la sede di Istanbul resta immutata, così come il palmarès del club. La stagione 2011-12 vede il club non riuscire a difendere la Champions League ed uscire nettamente sconfitto nella finale del campionato mondiale per club, nella rivincita contro le azere del Rabitə Baku. In campionato elimina a sorpresa il Fenerbahçe alle semifinali dei play-off, ma in finale perde entrambe le gare al quinto set contro l'Eczacıbaşı.
Nella stagione 2012-13 inizia il momento d'oro della squadra: con 47 vittorie a fronte di nessuna sconfitta, il club si aggiudica la coppa nazionale, la Champions League e il campionato. I successi continuano ad arrivare anche nella stagione successiva, con la vittoria della Supercoppa e del campionato mondiale per club. La striscia di vittorie consecutive si ferma a quota 73, quando la squadra viene sconfitta per 3-0 dal Fenerbahçe il 25 gennaio 2014, nell'anticipo della 3ª giornata del girone di ritorno. Dopo la sconfitta nella finale di Champions League subita per mano della Dinamo-Kazan che gli impedisce di difendere il titolo conquistato l'anno precedente, si aggiudica per la quinta volta, la seconda consecutiva, la coppa nazionale, battendo nel round-robin finale il Galatasaray e l'Eczacıbaşı per 3-0 e il Fenerbahçe per 3-2.
Nel corso del campionato 2014-15 il club si aggiudica nuovamente la Supercoppa turca, mentre nella stagione 2016-17 vince per la terza volta la Champions League, seguito dal successo nel campionato mondiale per club 2017. Nell'annata 2017-18 si aggiudica la Supercoppa, la Coppa di Turchia, lo scudetto e la Champions League, mentre nella annata 2018-19 conquista per la terza volta il campionato mondiale per club e lo scudetto. Nella stagione 2020-21 è ancora campione sia nella Coppa nazionale che in campionato, per poi vincere la Supercoppa all'inizio dell'annata successiva, in cui si aggiudica per la quarta volta il campionato mondiale per club e la Champions League, oltre a conquistare gli altri titoli domestici grazie alla vittoria della Coppa di Turchia e dello scudetto.
Nell'annata 2022-23 centra ancora la vittoria della Champions League e della coppa nazionale.

## Palmarès
- Campionato turco: 13

1991-92, 1996-97, 1997-98, 2003-04, 2004-05, 2012-13, 2013-14, 2015-16, 2017-18, 2018-19,
2020-21, 2021-22, 2024-25
- Coppa di Turchia: 9

1994-95, 1996-97, 1997-98, 2012-13, 2013-14, 2017-18, 2020-21, 2021-22, 2022-23
- Supercoppa turca: 5

2013, 2014, 2017, 2021, 2023
- Campionato mondiale per club: 4

2013, 2017, 2018, 2021
- CEV Champions League: 6

2010-11, 2012-13, 2016-17, 2017-18, 2021-22, 2022-23
- Top Teams Cup: 1

2003-04
- Challenge Cup: 1

2007-08

## Rosa 2024-2025
| N° | Nome              | Ruolo | Data di nascita  | Nazionalità sportiva |
| -- | ----------------- | ----- | ---------------- | -------------------- |
| 1  | Alexandra Frantti | S     | 3 marzo 1996     | Stati Uniti          |
| 3  | Cansu Özbay       | P     | 17 ottobre 1996  | Turchia              |
| 4  | Ilayda Gergef     | L     | 2 gennaio 2006   | Turchia              |
| 5  | Ayça Aykaç        | L     | 27 febbraio 1996 | Turchia              |
| 7  | Kiera Van Ryk     | O     | 6 gennaio 1999   | Canada               |
| 9  | Caterina Bosetti  | S     | 2 febbraio 1994  | Italia               |
| 10 | Kendall Kipp      | O     | 12 dicembre 2000 | Stati Uniti          |
| 11 | Sıla Çalışkan     | P     | 16 dicembre 1996 | Turchia              |
| 12 | Yuan Xinyue       | C     | 21 dicembre 1996 | Cina                 |
| 15 | Deniz Uyanık      | C     | 25 giugno 2001   | Turchia              |
| 16 | Aylin Sarıoğlu    | L     | 21 luglio 1995   | Turchia              |
| 17 | Derya Cebecioğlu  | S     | 24 ottobre 2000  | Turchia              |
| 18 | Zehra Güneş       | C     | 7 luglio 1999    | Turchia              |
| 21 | Bahar Akbay       | C     | 21 gennaio 1998  | Turchia              |
| 22 | Selin Yener       | P     | 28 luglio 2009   | Turchia              |
| 23 | Marina Markova    | S     | 27 gennaio 2001  | Russia               |

## Denominazioni precedenti
- 1986-2000: VakıfBank Spor Kulübü
- 2000-2011: VakıfBank Güneş Sigorta Spor Kulübü